# Comuna de Sypniewo
Sypniewo (polaco: Gmina Sypniewo) é uma gminy (comuna) na Polónia, na voivodia de Mazóvia e no condado de Makowski. A sede do condado é a cidade de Sypniewo.
De acordo com os censos de 2004, a comuna tem 3541 habitantes, com uma densidade 27,5 hab/km².

## Área
Estende-se por uma área de 128,58 km², incluindo:
- área agrícola: 73%
- área florestal: 22%

## Demografia
Dados de 30 de Junho 2004:
|                      | Total   | Total | Mulheres | Mulheres | Homens  | Homens |
| -------------------- | ------- | ----- | -------- | -------- | ------- | ------ |
|                      | pessoas | %     | pessoas  | %        | pessoas | %      |
| População            | 3541    | 100   | 1727     | 48,8     | 1814    | 51,2   |
| Densidade (pop./km²) | 27,5    | 100   | 13,4     | 13,4     | 14,1    | 14,1   |

De acordo com dados de 2002, o rendimento médio per capita ascendia a 1370,13 zł.

## Subdivisões
- Batogowo, Biedrzyce-Koziegłowy, Biedrzyce-Stara Wieś, Boruty, Chełchy, Chojnowo, Dylewo, Gąsewo Poduchowne, Glącka, Glinki-Rafały, Jarzyły, Majki-Tykiewki, Mamino, Nowe Gąsewo, Nowe Sypniewo, Nowy Szczeglin, Olki, Poświętne, Rawy, Rzechowo-Gać, Rzechowo Wielkie, Rzechówek, Sławkowo, Stare Glinki, Strzemieczne-Sędki, Sypniewo, Szczeglin Poduchowny, Zalesie, Zamość, Ziemaki.

## Comunas vizinhas
- Czerwonka, Krasnosielc, Młynarze, Olszewo-Borki, Płoniawy-Bramura